# Tello de Guzmán
Pour les articles homonymes, voir Guzmán.
Tello de Guzmán est un conquistador espagnol du XVIe siècle, à l'époque de la Castille d'Or, région située dans le Darién, à cheval sur la Colombie et le Panama. Il découvre en 1514 le site de la ville de Panama, occupé par des pêcheries indiennes, et où doit être fondée la future capitale du pays en 1519 par Pedro Arias Dávila.
Il est un des lieutenants de Pedro Arias Dávila, l'époux d'une amie intime de la Reine, nommé en 1514 gouverneur de Castille d'Or, où il arrive avec 19 navires et 1 500 hommes pour fonder la ville d'Acla à 100 kilomètres au nord de Santa María la Antigua del Darién, dont il s'empare aussi.
L'autre lieutenant de Pedro Arias Dávila, Gonzalo de Badajoz subit cependant une défaite face à un millier d'Indiens commandés par le cacique Parié.